# Elmar Fastenrath
Elmar Fastenrath (* 9. September 1934 in Remscheid; † 15. Juli 2021 in Leverkusen) war ein deutscher katholischer Theologe.

## Leben
Nach dem Abitur 1955 am Remscheider Ernst-Moritz-Arndt-Gymnasium studierte er Philosophie und Theologie in Bonn und Köln. Im Kölner Dom weihte ihn Joseph Kardinal Frings am 2. Februar 1961 zum Priester. Danach war er Kaplan bis 1965 in Leverkusen und anschließend bis 1981 in Vilich. Er promovierte 1971 zum Dr. theol. und habilitierte sich 1979 an der Universität Bonn. Joseph Kardinal Höffner bestellte ihn 1974 zum Dozenten für Dogmatik bei den staatlich genehmigten Katechetenlehrgängen in Köln und Mettmann und 1978 zum Dozenten für Dogmatik an der Erzbischöflichen Liturgieschule zu Köln.
1981 erhielt er einen Ruf für Dogmatik an die Theologische Fakultät Fulda, wo er dann bis zu seiner Entpflichtung 2002 als Professor wirkte. 1982 wurde er Ökumenereferent des Bistums Fulda. Papst Johannes Paul II. ernannte ihn 1994 zum Kaplan Seiner Heiligkeit.

## Schriften (Auswahl)
- Bischof Ketteler und die Kirche. Eine Studie zum Kirchenverständnis des politisch-sozialen Katholizismus (= Beiträge zur neueren Geschichte der katholischen Theologie. Band 13). Ludgerus-Verlag Wingen, Essen 1971, ISBN 3-87497-083-3 (zugleich Dissertation, Bonn 1971).
- In vitam aeternam. Grundzüge christlicher Eschatologie in der 1. Hälfte des 20. Jahrhunderts (= Münchener theologische Studien 2. Systematische Abteilung. Band 43). EOS-Verlag, St. Ottilien 1982, ISBN 3-88096-243-X (zugleich Habilitationsschrift, Bonn 1979).
- Die Christologie Herman Schells im Spannungsfeld des Modernismus. Akademischer Vortrag zur Eröffnung des Studienjahres 1981/82 gehalten in der Theologischen Fakultät zu Fulda am 14. Oktober 1981 (= Fuldaer Hochschulschriften. Band 1). EOS-Verlag, St. Ottilien 1986, ISBN 3-88096-421-1.
- Papsttum und Unfehlbarkeit (= Fuldaer Hochschulschriften. Band 13). Knecht, Frankfurt am Main 1991, ISBN 3-7820-0627-5.
- Die biblischen Grundlagen der Theologie (= Fuldaer Hochschulschriften. Band 26). Knecht, Frankfurt am Main 1997, ISBN 3-7820-0763-8.